# USS Blue Ridge (LCC-19)
USS Blue Ridge (LCC-19) – amerykański okręt dowodzenia, pierwsza jednostka typu Blue Ridge, trzeci okręt należący do United States Navy noszący nazwę pochodzącą od Pasma Błękitnego, łańcucha górskiego w Appalachach.
Stępka okrętu została położona 27 lutego 1967 roku w stoczni Philadelphia Naval Shipyard w Filadelfii. Wodowanie miało miejsce 4 stycznia 1969 roku. Okręt został oddany do służby 14 listopada 1970 roku i pozostaje w niej do dziś.
USS „Blue Ridge” jest okrętem flagowym VII Floty Stanów Zjednoczonych, operującej w rejonie zachodniego Pacyfiku i na Oceanie Indyjskim. Portem macierzystym okrętu jest baza morska US Fleet Activities Yokosuka w Japonii.